# Ethiopische tapuit
De Ethiopische tapuit (Oenanthe frenata) is een zangvogel uit de familie Muscicapidae (Vliegenvangers). De vogel werd in 1869 door Theodor von Heuglin als soort geldig beschreven met de naam Saxicola frenata.

## Kenmerken
De vogel is 16 tot 17 cm lang. Van boven is de vogel grijsbruin, ook op de kruin. Kenmerkend is een witte, smalle wenkbrauwstreep met onmiddellijk daaronder een zwarte oogstreep en een witte kin. De borst is egaal oranjebruin. De vogel lijkt sterk op de Jemenitische tapuit (O. bottae) en werd daarom ook wel als ondersoort beschouwd. 

## Verspreiding en leefgebied
Deze soort komt komt voor in Eritrea en Ethiopië. De leefgebieden liggen in natuurlijke, stenige graslanden in bergachtig gebied op hoogten tussen de 900 en 3200 meter boven zeeniveau.